# 정읍 김씨
정읍 김씨(井邑金氏)는 전북특별자치도 정읍시를 본관으로 하는 한국의 성씨이다.
시조 김수온(金守溫)은 김알지의 후손이며, 고려의 사직(司直)을 지냈다.

## 참고 자료
- “정읍김씨(井邑金氏)”. 뿌리를 찾아서.[깨진 링크(과거 내용 찾기)]